# Ekaterina Makarova
Ekaterina Valeryevna Makarova (rusă: Екатери́на Вале́рьевна Мака́рова; n. 7 iunie 1988, Moscova, Rusia) este o jucătoare profesionistă de tenis din Rusia. A câștigat 3 turnee de Grand Slam, două la dublu alături de Elena Vesnina și unul la dublu mixt alături de Bruno Soares. În 2008 a reușit să câștige alături de echipa Rusiei Fed Cup.

## Grand Slam

### Dublu: 4 finale (2 titluri; 2 înfrângeri)
| Rezultat   | An   | Turneu          | Suprafață | Partener      | Adversar                       | Scor               |
| ---------- | ---- | --------------- | --------- | ------------- | ------------------------------ | ------------------ |
| Câștigător | 2013 | French Open     | Zgură     | Elena Vesnina | Sara Errani Roberta Vinci      | 7–5, 6–2           |
| Finalist   | 2014 | Australian Open | Dură      | Elena Vesnina | Sara Errani Roberta Vinci      | 4–6, 6–3, 5–7      |
| Câștigător | 2014 | US Open         | Dură      | Elena Vesnina | Martina Hingis Flavia Pennetta | 2–6, 6–3, 6–2      |
| Finalist   | 2015 | Wimbledon       | Iarbă     | Elena Vesnina | Martina Hingis Sania Mirza     | 7–5, 6–7(4–7), 5–7 |

### Dublu mixt: 2 finale (1 titlu; 1 înfrângere)
| Rezultat   | An   | Turneu          | Suprafață | Partrner          | Adversar                       | Scor                    |
| ---------- | ---- | --------------- | --------- | ----------------- | ------------------------------ | ----------------------- |
| Finalist   | 2010 | Australian Open | Dură      | Jaroslav Levinský | Cara Black Leander Paes        | 5–7, 3–6                |
| Câștigător | 2012 | US Open         | Dură      | Bruno Soares      | Květa Peschke Marcin Matkowski | 6–7(8–10), 6–1, [12–10] |

## Legături externe
Materiale media legate de Ekaterina Makarova la Wikimedia Commons
- en Ekaterina Makarova la Olympedia.org